# Kanton Jussac
Kanton Jussac (fr. Canton de Jussac) je francouzský kanton v departementu Cantal v regionu Auvergne. Tvoří ho pět obcí.

## Obce kantonu
- Crandelles
- Jussac
- Naucelles
- Reilhac
- Teissières-de-Cornet